# Taxeotis exsectaria
Taxeotis exsectaria är en fjärilsart som beskrevs av Walker 1861. Taxeotis exsectaria ingår i släktet Taxeotis och familjen mätare. Inga underarter finns listade i Catalogue of Life.

## Bildgalleri

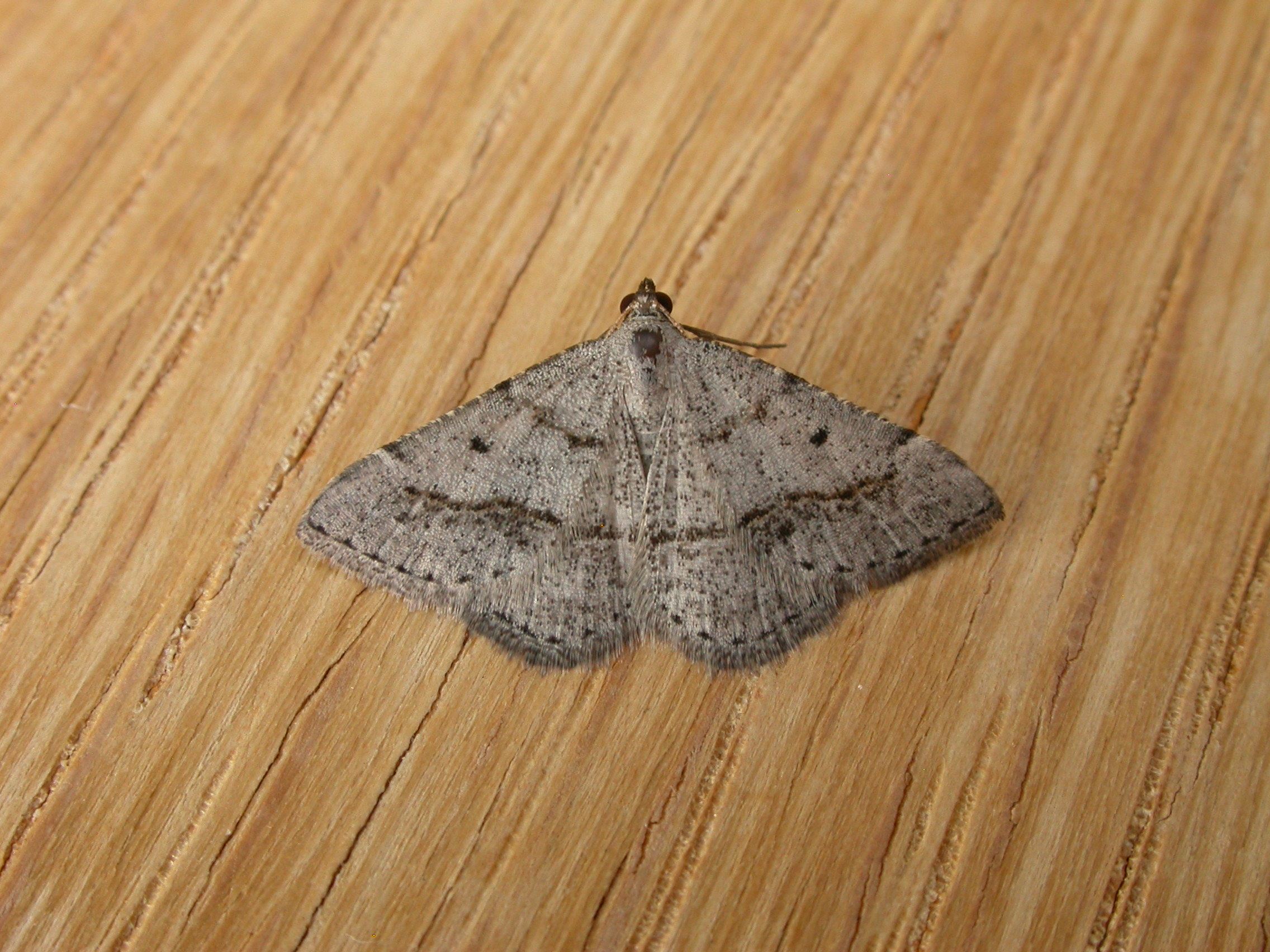